# 紐約大姦殺
《紐約大姦殺》（義大利語：Lo squartatore di New York）是一部1982年的意大利鉛黃電影，由路西歐·弗爾茲執導。這部電影講述了一名警官正在追踪一名虐待狂殺手，這名殺手用彈簧刀和直剃刀砍殺婦女，因為他在醫院的女兒永遠不會長大了。
本片於1981年8月下旬至10月在紐約拍攝，室內場景在意大利拍攝。達丹諾·薩凱蒂在拍攝開始前的最後一刻重寫了劇本。本片於1982年在意大利上映，隨後於1984年在美國上映，而在英國則被禁（直到2002年）。

## 剧情
紐約市發現了一隻腐爛的人手，警方確認屬於當地模特安妮·琳内。警探弗雷德·威廉斯中尉（傑克·海德利飾）为調查這起謀殺案精疲力竭，採訪了這位年輕女子愛管閒事的女房東韋斯伯格夫人（芭贝特·纽飾）。她告訴他，在每天監視和竊聽房客時，她上週在電話裡無意中聽到那個女孩打算會見一個用奇怪的鴨子般聲音說話的男人。
在渡輪上，一名年輕女子（辛琪亞·德·朋帝飾）正在破壞一輛汽車，結果被掏出內臟。進行屍檢的病理學家（焦爾達諾·法爾佐尼飾）告訴威廉斯，這起謀殺案的風格與安妮·琳内以及上個月在哈莱姆發生的類似案件相似。當威廉斯向媒體講述一名潛在的連環殺手在逃時，警察局長（路西歐·弗爾茲飾）命令他不得将該案進一步公開，以免引發全市恐慌。威廉斯聘請·戴维斯博士（保羅·馬爾可飾）就此案提供建議。
那天晚上，在紐約紅燈區，简·洛奇（亞歷山德拉·德利·寇利飾）參加了一場現場性愛表演，並用袖珍錄音機記錄了兩名表演者的呻吟。米基·谢倫達（霍華德·羅斯飾）是一個衣衫襤褸而看上去很危險的男人，右手少了兩根手指，他坐在附近觀察她在做什麼。演出結束後，女演員（佐拉·克羅瓦飾）被瘋子殘忍殺害，破瓶子刺傷了她的腹股溝。那天晚上晚些時候，威廉斯在他光顧的妓女姬蒂（丹妮拉·多瑞亞飾）的公寓裡，接到了鴨聲殺手打來的嘲諷電話，說他又殺人了。
年輕女子費伊（阿爾曼塔·凱勒飾）遭到一名英俊而揮舞剃須刀的殺手襲擊，但倖存下來。她在醫院裡受到英俊男友彼得（安德烈亞·歐奇平堤飾）的安慰。費伊告訴威廉斯，她懷疑襲擊者是一名衣衫襤褸而看上去很危險的男子，右手少了兩根手指。簡出于性需求繼續在紐約徘徊。在台球廳被猥褻後，她勾搭上了谢倫達；他們去一個骯髒的酒店房間進行BDSM。當他性交後小睡時，簡無意中聽到一名電台DJ描述兇手，媒體現在稱他為“紐約開膛手”，而且他的右手失去了兩根手指。簡溜出房間卻被紐約開膛手殺死。
威廉斯確認谢倫達就是那個長著八根手指的人——一名有性侵犯和吸毒史的希臘移民。儘管戴維斯博士懷疑谢倫達是否足夠聰明，足以成為連環殺手，但當谢倫達試圖在家中殺死費伊，然後被她的男友及时趕走時，他的擔憂似乎就消失了。一周後，威廉斯接到開膛手的電話，想要為他“奉獻一場謀殺”。因錯誤線索而耽誤時間後，威廉斯意識到開膛手的目標是姬蒂。但他到得太晚了，無法阻止她被残忍谋杀。
幾天后，谢倫達的屍體被發現。他自殺了。病理學家告訴威廉斯，他在姬蒂被謀殺前幾天就已經死了，這證明他不可能是開膛手。戴維斯博士说出了他對兇手的描繪：一個聰明的年輕人，討厭性活躍的年輕女性，並跟踪谢倫達來識別受害者。意識到這段描述和彼得相符，威廉斯和戴維斯開始跟踪他和費伊。他們發現彼得有一個身患絕症的女兒苏齐，是前一段感情所生的。威廉斯相信他們就是兇手，於是前往他們家逮捕他們。在那裡他發現彼得試圖殺死費伊于是擊斃了他。
戴維斯向費伊解釋說，彼得怨恨她和其他女人享受著他女兒永遠不會享受的生活。苏齐尝试在病房裡給彼得打電話，但沒有人接。

### 引用
1. 1 2 3 4 5 6 7 8  Howarth 2015，第246頁.
2. ↑  Thrower 1999，第279頁.
3. ↑  . Archviodelcinemaitaliano.it.   [February 5, 2023]. （原始内容存档于2023-02-05） （Italian）.
4. ↑  Firsching, Robert. . AllMovie.   [23 November 2017]. （原始内容存档于30 August 2013）.